# Inelul CFR de la Făurei
Inelul CFR de la Făurei este o linie de cale ferată de lângă Gara Făurei, care are lungimea totală de 13,7 km, iar ca suprafață are 14,47 km2. Această linie de cale ferată este folosită pentru testarea vagoanelor și locomotivelor, viteza maximă admisă pe această linie fiind de 200 km/h. Linia de cale ferată a intrat în exploatare în anul 1978.